# Wielewaalflat
De Wielewaalflat is een monumentaal appartementencomplex in Groningen.

## Beschrijving
De Wielewaalflat, oorspronkelijk de Martiniflat genoemd, staat aan de noordelijke rand van de Oosterparkwijk bij het Oosterhamrikkanaal en het Wielewaalplein. Het gebouw werd ontworpen door de Groninger architect Frans Klein. Het maakt deel uit van een complex dat in de periode 1955-1957 werd gebouwd in opdracht van het Philips Pensioenfonds. Ook een kantoorgebouw, een kleiner woongebouw en een serie winkelpanden behoorden daartoe. De laatste twee zijn inmiddels gesloopt.
De flat is ruim 27 meter hoog en telt negen verdiepingen. Op elke woonlaag bevinden zich zeven drie- en twee tweekamerwoningen, elk met een eigen voordeur op de galerij. Ze golden indertijd als luxueus, door de aanwezigheid van voorzieningen als liften, centrale verwarming, douches, dubbele beglazing, koelkasten en eigen telefoonverbindingen met de toegangshal. De woningen werden verkocht voor prijzen tussen de 2360 en 3020 gulden. Het kantoorgebouw, dat haaks op de flat staat, was bestemd voor de Bond voor Agrarische Bedrijven. Ook was er een filiaal van de Rotterdamse Bank gevestigd.
Het Wielewaalcomplex werd indertijd uitgebreid in de vakpers besproken, waarbij het over het algemeen veel lof oogstte. Het Bouwkundig Weekblad noemde het in 1958 "een goed voorbeeld van de toepassing van variatie binnen een grotere eenheidsconceptie" en "een voorproef van wat een nieuwe stad van de twintigste eeuw kan zijn in tegenstelling tot die van de negentiende eeuw".
De flat en het kantoorgebouw zijn in 2010 aangewezen als rijksmonument.
In 2017 is door de vereniging van eigenaren van de Wielewaalflat het startschot gegeven voor een plan om het complex waar mogelijk in de originele staat terug te brengen.
In 2021 is gestart met een grootschalige renovatie van het complex. Deze werkzaamheden zullen in 2022 worden afgerond.